# Enoeda Keinosuke
Enoeda Keinosuke (jap. 榎枝 慶之輔; * 4. Juli 1935 in der Präfektur Fukuoka (Kyūshū); † 30. März 2003 in Japan) war ein japanischer Meister des Karate der JKA. Während seiner Wettkampfzeit bezeichnete man ihn als Tora (Tiger).

## Werdegang
Im Alter von sieben Jahren begann Enoeda Keinosuke mit dem Training des Jūdō und nahm bis zur Hochschulzeit regelmäßig an Wettkämpfen teil. Als Siebzehnjähriger war er bereits Inhaber des 2. Dan (Kampfsport) im Jūdō, wechselte jedoch zum Karate an der Takushoku-Universität, wo zu jener Zeit die Meister Nakayama und Nishiyama unterrichteten. Nach zwei Jahren erhielt er auch im Karate den 1. Dan.
Im Jahre 1957 verließ er erfolgreich die Takushoku-Universität und gab Unterricht als Instruktor der Japan Karate Association (JKA) unter Meister Nakayama. 1963 gewann er die All-Japanischen Meisterschaften im Kumite. Im Zuge der Ausdehnungspolitik der JKA unterrichtete Enoeda zwischen den Jahren 1963 und 1967 in Indonesien, Südafrika, den USA und England. 1971 löste er in London Hirokazu Kanazawa als Chefinstruktor für Europa ab. Er blieb bis 2003 Chefinstruktor der JKA Europa, als er dann starb.